# Louisa County (Virginia)
Louisa County ist ein County im Bundesstaat Virginia der Vereinigten Staaten. Im Jahr 2020 hatte das County 37.596 Einwohner und eine Bevölkerungsdichte von 29,2 Einwohnern pro Quadratkilometer. Der Verwaltungssitz (County Seat) ist Louisa. Das County gehört zu den Dry Countys, was bedeutet, dass der Verkauf von Alkohol eingeschränkt oder verboten ist.

## Geographie
Louisa County liegt im mittleren Nordosten von Virginia und hat eine Fläche von 1323 Quadratkilometern, wovon 35 Quadratkilometer Wasserfläche sind. Es grenzt im Uhrzeigersinn an folgende Countys: Spotsylvania County, Hanover County, Goochland County, Fluvanna County, Albemarle County und Orange County.

## Geschichte
Gebildet wurde es 1742 aus Teilen des Hanover County und benannt nach Prinzessin Louisa, der jüngsten Tochter von König Georg II. und spätere Gemahlin von Friedrich V. von Dänemark, König von Dänemark und Norwegen.

## Demografische Daten

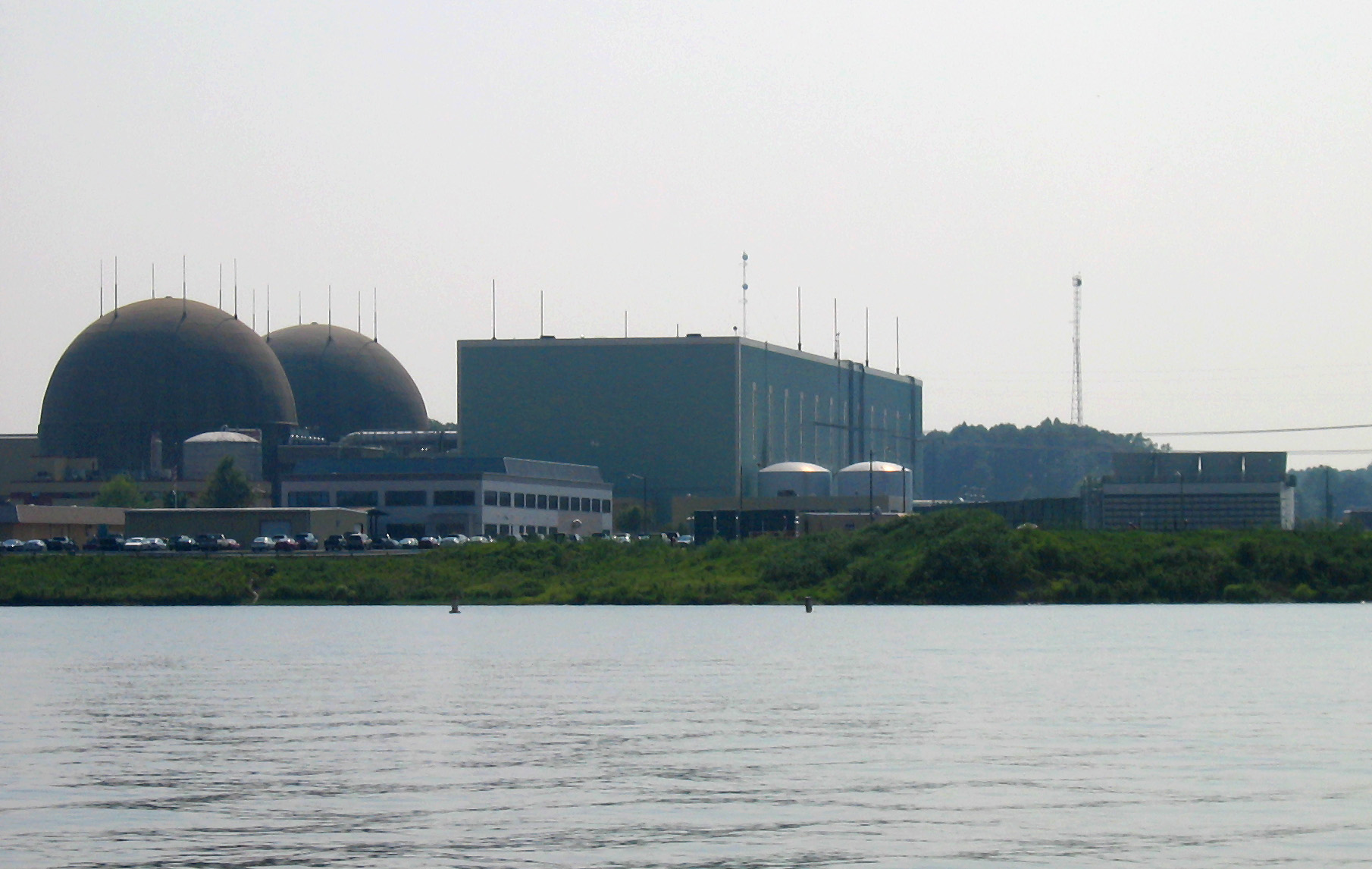
Das Kernkraftwerk North Anna

Alterspyramide des Louisa County

Nach der Volkszählung im Jahr 2000 lebten im Louisa County 25.627 Menschen. Davon wohnten 185 Personen in Sammelunterkünften, die anderen Einwohner lebten in 9.945 Haushalten und 7.259 Familien. Die Bevölkerungsdichte betrug 20 Einwohner pro Quadratkilometer. Ethnisch betrachtet setzte sich die Bevölkerung zusammen aus 76,55 Prozent Weißen, 21,58 Prozent Afroamerikanern, 0,42 Prozent amerikanischen Ureinwohnern, 0,25 Prozent Asiaten, 0,01 Prozent Bewohnern aus dem pazifischen Inselraum und 0,18 Prozent aus anderen ethnischen Gruppen; 1,01 Prozent stammten von zwei oder mehr ethnischen Gruppen ab. 0,71 Prozent der Bevölkerung waren spanischer oder lateinamerikanischer Abstammung.
Von den 9.945 Haushalten hatten 31,2 Prozent Kinder und Jugendliche unter 18 Jahre, die bei ihnen lebten. 57,3 Prozent waren verheiratete, zusammenlebende Paare, 10,8 Prozent waren allein erziehende Mütter, 27,0 Prozent waren keine Familien, 22,1 Prozent waren Singlehaushalte und in 9,0 Prozent lebten Menschen im Alter von 65 Jahren oder darüber. Die Durchschnittshaushaltsgröße betrug 2,56 und die durchschnittliche Familiengröße lag bei 2,97 Personen.
Auf das gesamte County bezogen setzte sich die Bevölkerung zusammen aus 24,4 Prozent Einwohnern unter 18 Jahren, 6,6 Prozent zwischen 18 und 24 Jahren, 29,9 Prozent zwischen 25 und 44 Jahren, 26,2 Prozent zwischen 45 und 64 Jahren und 12,9 Prozent waren 65 Jahre alt oder darüber. Das Durchschnittsalter betrug 39 Jahre. Auf 100 weibliche Personen kamen 96,9 männliche Personen. Auf 100 Frauen im Alter von 18 Jahren oder darüber kamen statistisch 94,9 Männer.

Das jährliche Durchschnittseinkommen eines Haushalts betrug 39.402 USD, das Durchschnittseinkommen der Familien betrug 44.722 USD. Männer hatten ein Durchschnittseinkommen von 31.764 USD, Frauen 24.826 USD. Das Prokopfeinkommen betrug 19.479 USD. 7,1 Prozent der Familien und 10,2 Prozent der Bevölkerung lebten unterhalb der Armutsgrenze. Darunter waren 13,0 Prozent der Kinder und Jugendlichen unter 18 Jahren und 12,5 Prozent der Einwohner im Alter ab 65 Jahren.